# Agylla
Agylla é um gênero de traça pertencente à família Arctiidae.

## Espécies
- Agylla argentea  (Walker, 1863)
- Agylla argentifera  (Walker, 1866)
- Agylla asakurana (Matsumura, 1931)
- Agylla auraria  (Dognin, 1892)
- Agylla barbicosta  Hampson, 1900
- Agylla barbipalpia  Schaus, 1899
- Agylla beema  (Moore, [1866])
- Agylla corcovada  (Schaus, 1894)
- Agylla dentifera Hampson, 1900
- Agylla dognini  Hampson, 1900
- Agylla fasciculata  Walker, 1854
- Agylla flavitincta  Dognin, 1899
- Agylla foyi  (Dognin, 1894)
- Agylla gigas  (Heylaerts, 1891)
- Agylla hermanilla  (Dognin, 1894)
- Agylla involuta  Hampson, 1900
- Agylla maasseni  (Dognin, 1894)
- Agylla marcata  (Schaus, 1894)
- Agylla marginata  (Druce, 1885)
- Agylla metaxantha  (Hampson, 1895)
- Agylla nivea  (Walker, 1856)
- Agylla nochiza  (Dognin, 1894)
- Agylla nubens  (Schaus, 1899)
- Agylla obliquisigna  Schaus, 1899
- Agylla pallens  (Hampson, 1894)
- Agylla perpensa  (Schaus, 1894)
- Agylla polysemata  Schaus, 1899
- Agylla postfusca  (Hampson, 1894)
- Agylla prasena  (Moore, 1859)
- Agylla pulchristriata Kishida, 1984
- Agylla rotunda  Hampson, 1900
- Agylla semirufa  (Hampson, 1896)
- Agylla separata  (Schaus, 1894)
- Agylla septentrionalis  Barnes & McDunnough, 1911
- Agylla sericea  (Druce, 1885)
- Agylla sinensis  (Leech, 1899)
- Agylla strigula  Hampson, 1900
- Agylla tobera  (Dognin, 1894)
- Agylla tolteca  (Schaus, 1889)
- Agylla tumidicosta  Hampson, 1900
- Agylla umbrifera  (Felder, 1874)
- Agylla umbrosa  (Dognin, 1894)
- Agylla venosa  (Schaus, 1894)
- Agylla virago Rothschild, 1913
- Agylla vittata  (Leech, 1899)
- Agylla zopisa  (Dognin, 1894)
- Agylla zucarina  (Dognin, 1894)